# Giuseppe Dalla Torre del Tempio di Sanguinetto (1885-1967)
Graaf Giuseppe Dalla Torre del Tempio di Sanguinetto (Padua, 19 maart 1885 - Vaticaanstad, 17 oktober 1967) was een Italiaans journalist en hoofdredacteur van L'Osservatore Romano.

## Levensloop
Dalla Torre was een afstammeling van een oude adellijke familie uit Treviso en Rome, die gedurende vele generaties sterk verbonden was met de Heilige Stoel.
Tijdens zijn jeugdjaren was hij actief in de Katholieke Actie en werd voorzitter van de diocesane federatie van de katholieke jeugdbeweging. In 1909 behaalde hij zijn diploma in de rechten aan de Universiteit van Padua.
Hij werd journalist, nadat hij kennis had gemaakt met Giuseppe Sacchetti (1845-1906), directeur van  de Voce della Verità, spreekbuis van de radicale katholieken in Venetië. 
Hij werd medewerker in Vicenza bij de krant Il Berico en correspondent van het Florentijnse dagblad Unità cattolica (geleid door Sacchetti). Hij werd directeur van het nieuwe dagblad La Libertà in Padua, waarvan het nummer één verscheen op 15 december 1909.
Het dagblad propageerde de radicale stellingen die werden ingenomen door de Opera dei Congressi, de belangrijkste lekenvereniging binnen de Katholieke Actie. Dalla Torre werd in 1911, vanwege zijn stellingnamen in La Liberta, tot voorzitter verkozen van de diocesane federatie van de Katholieke Actie in Padua.
In 1912 benoemde paus Pius X hem tot voorzitter van de Unione Popolare, een organisatie die de nationale activiteiten van de katholieke leken in Italië moest coördineren. Tijdens de congressen van de Unione popolare, van de Katholieke Actie en van de Sociale Week hield hij toespraken waarin hij de stellingen van de Heilige Stoel verkondigde. Hierbij verdedigde hij het einde van de vijandschap tussen Kerk en Staat en het tot stand komen van een akkoord tussen beide partijen.
In 1915 benoemde paus Benedictus XV  hem tot voorzitter van het overkoepelende Azione cattolica, dat als zending kreeg de activiteiten te coördineren van de verschillende katholieke lekenorganisaties.
Toen Italië in mei 1915 begon deel te nemen aan de Eerste Wereldoorlog meldde hij zich aan als vrijwilliger. Hij werd officier in de artillerie, maar moest na enkele maanden het leger verlaten, vanwege suikerziekte.
Na de oorlog gaf de paus nieuwe opdrachten aan de katholieke leken. De Katholieke Actie moest ze voorbereiden op een herstel van het christendom in de maatschappij en in de politieke actie. Dalla Torre werd een protagonist in de vooropgestelde missie. 

## Directeur van deOsservatore Romano
In 1920 werd hij benoemd tot directeur van de Osservatore Romano, in opvolging van Renato Angelini, nadat hij al in 1918 voorzitter van de raad van bestuur van de krant was geworden. Hij bleef de krant leiden tot in 1960. 
Na het ondertekenen van het Verdrag van Lateranen verhuisde hij met zijn gezin naar de nieuw-opgerichte staat, genaamd Vaticaanstad, waarvan hij een van de eerste staatsburgers werd.
Gedurende deze periode, gekenmerkt door vele dramatische gebeurtenissen en evoluties, bleef de krant de trouwe vertolker van de zienswijzen van het pauselijk leergezag. Dalla Torre ontpopte zich als een sterke verdediger van de gewetensvrijheid tegen het totalitarisme.
Men vond hem in de Italiaanse schoolstrijd (jaren twintig); vanaf 1931 in de strijd tegen het fascisme en het Duitse nazisme en racisme.
Onder zijn leiding begon de Osservatore Romano zich in steeds sterkere mate te interesseren in de internationale politieke evoluties. Hiervoor deed hij beroep op onder meer Alcide de Gasperi, die een rubriek verzorgde onder de titel De internationale veertiendaagse. Hij stichtte ook het weekblad L'Illustrazione vaticana. Zijn internationale bekendheid groeide en van 1934 tot 1960 was Dalla Torre voorzitter van de Internationale Unie van de katholieke pers. Hij werd ook lid van de Académie française des sciences morales et politiques.
Gedurende de jaren dertig werd Dalla Torre van nabij gevolgd door de fascistische politie, als vijand van het regime. Tijdens de Tweede Wereldoorlog kreeg hij verbod in de Osservatore nog enig bericht te publiceren over de oorlogsoperaties, zowel de Italiaanse als die van andere naties.
Tijdens de Duitse bezetting in Rome (september 1943 - mei 1944), bleef hij de onafhankelijkheid van zijn krant verdedigen. Tegelijk zette hij zich in voor het redden van antifascisten, Joden en vervolgde politici. 
Na de oorlog hernam hij met zijn krant de taak om de trouwe spreekbuis te zijn van de pauselijke leer. In 1960 werd hij vijfenzeventig en nam ontslag als directeur, zonder daarom de krant helemaal te verlaten. Hij werd opgevolgd door Reimondo Manzini. 
Hij bleef in Vaticaanstad wonen en overleed er.
Zijn neven Giuseppe Dalla Torre del Tiempo di Sanguinetto (1943) en Giacomo Dalla Torre del Tiempo di Sanguinetto waren eveneens betekenisvolle personaliteiten binnen Vaticaanstad.

## Publicaties
- I cattolici e la vita pubblica italiana (1864-1920), Città del Vaticano, 1944.
- Memorie, Milaan, 1965.